# Шеремет, Иван Петрович
Иван Петрович Шеремет  (12 февраля 1915 — 1979) — комбайнер Должанской МТС. Герой Социалистического Труда (1952).

## Биография
Родился 12 февраля 1915 года в станице Должанская (Должанская волость, Ейский отдел, Кубанская область; ныне Ейский район, Краснодарский край), в крестьянской семье. По национальности — русский. В 12 лет получил начальное образование, после чего начал работать в сельском хозяйстве, а в 1929 году вступил в новообразованный колхоз.
Участвовал в Великой Отечественной войне. Иван Шеремет служил наводчиком 45-мм орудия, но был ранен, а после выздоровления служил военным шофёром. После демобилизации вернулся в родное село, де продолжал работать комбайнёром в Должанской МТС. По итогам работы на уборке зерновых в 1950 году Иван Петрович Шеремет был награждён орденом Ленина, а в 1951 году он намолотил на комбайне «Сталинец-6» за 25 рабочих дней с убранной площади 8494 центнера зерновых культур.
Указом Президиума Верховного Совета СССР от 10 июня 1952 года за достижение высоких показателей на уборке и обмолоте зерновых культур в 1951 году Ивану Петровичу Шеремету было присвоено звание Герой Социалистического Труда с вручением ордена Ленина и золотой медали «Серп и Молот».
Скончался в 1979 году.

## Награды
- Золотая медаль «Серп и Молот» (10 июня 1952 — № 6314)[1];
- 2 ордена Ленина (30 апреля 1951и 10 июня 1952 — № 204533)[1];
- так же ряд медалей[1].